# Ночная смена (телесериал, 2014)
«Ночная смена» (англ. The Night Shift) — американский медицинский, драматический телесериал, премьера которого состоялась 27 мая 2014 года на NBC. Телесериал, созданный Гейбом Саксом и Джеффом Джуда, рассказывает о жизни медицинского персонала, работающего в ночную смену в отделении скорой помощи в медицинском центре города Сан-Антонио. 1 июля 2014 года канал продлил сериал на второй сезон из четырнадцати эпизодов, который стартовал 23 февраля 2015 года. 8 мая 2015 года канал продлил сериал на третий сезон, премьера которого состоялась 1 июня 2016 года.
17 ноября 2016 года сериал был продлён на четвёртый сезон. 13 октября 2017 года NBC закрыл сериал после четырёх сезонов.

## В ролях
- Оуэн Маккен — Доктор ТиСи Кэллахан
- Джилл Флинт — Доктор Джордан Александер
- Фредди Родригес — Майкл Рагоса
- Кен Люн — Доктор Тофер Зи
- Брендан Фер — Доктор Дрю Алистер
- Джинэнн Гуссен — Доктор Криста Бэлл-Харт
- ДжейАр Лемон — Кенни
- Роберт Бейли мл. — Доктор Пол Каммингс
- Даниэлла Алонсо — Доктор Лэндри Де Ла Круз (сезон 1)
- Скотт Вульф — Доктор Скотт Клемменс
- Кайла Кенеди — Брианна (в восьми эпизодах)

## Обзор сезонов
| Сезон | Сезон | Эпизоды | Дата показа     | Дата показа     | Рейтинг Нильсона | Рейтинг Нильсона       |
| Сезон | Сезон | Эпизоды | Премьера        | Финал           | Ранк             | Зрители США (миллионы) |
| ----- | ----- | ------- | --------------- | --------------- | ---------------- | ---------------------- |
|       | 1     | 8       | 27 мая 2014     | 15 июля 2014    | N/A              | 8.50                   |
|       | 2     | 14      | 23 февраля 2015 | 18 мая 2015     | 86               | 6.67                   |
|       | 3     | 13      | 1 июня 2016     | 31 августа 2016 | N/A              | 4.99                   |
|       | 4     | 10      | 22 июня 2017    | 31 августа 2017 | N/A              | 3.97                   |

## Создание телесериала

### Производство
Первое упоминание о съёмках телесериала прозвучало в октябре 2011 года, как об одном из проектов телеканала NBC, но позже было принято решение остановить проект и не снимать пилотный эпизод. В августе 2012 года, телеканал пересмотрел своё решение о проекте, в то время носившего название «Последняя битва» (англ. The Last Stand). 8 октября 2012, NBC разместил заказ на съёмку пилотной серии с новым названием «После работы» (англ. After Hours). Режиссёром пилотного эпизода стал Пьер Морель, а сценарий был написан Гейбом Саксом и Джеффом Джуда. 18 апреля 2013 года телеканал окончательно определился с названием телесериала — «Ночная смена» (англ. The Night Shift). 10 мая 2013 года NBC официально заказывает первый сезон телесериала. Производство началось на студии в Альбукерке, Нью-Мексико, в конце августа 2013 года и закончилось в середине ноября.

### Подбор актёров
Подбор актёров начался в октябре 2012 года с утверждения на главную роль Оуэна Маккена. Его персонажем стал Ти Си Кэллахан, доктор недавно вернувшийся из армии, который часто не согласен со своим начальством. Фредди Родригес был следующим утверждённым актёром в основной состав телесериала. Его роль Мишеля Рагоса, администратора госпиталя, который изначально хотел стать врачом. Кен Люн и Джинэнн Гуссен присоединились к телесериалу получив роли Тофера и Кристи соответственно. Тофер, врач скорой помощи, который ранее помогал солдатам, получившим ранения в бою. Кристи — интерн больницы. В начале ноября Роберт Бэйли мл. присоединился к сериалу в роли Пола, молодого, но очень брезгливого интерна больницы. Джилл Флинт позже присоединилась к проекту в роли доктора Джордан Александер, только что назначенного шефа Ночной смены, которая однажды встречалась с Ти Си. Даниэлла Алонсо, в роли доктора психиатрии Лэнди Миллер, была последней утверждённой актрисой в основной состав телесериала.